# Parigi-Roubaix 1919
La Parigi-Roubaix 1919, ventesima edizione della corsa (la prima dopo la grande guerra), fu disputata il 20 aprile 1919, per un percorso totale di 280 km. Fu vinta dal francese Henri Pélissier giunto al traguardo con il tempo di 12h15'00" alla media di 22,857 km/h davanti a Philippe Thys e Honoré Barthélémy.
Presero il via da Suresnes 77 ciclisti, 24 di essi tagliarono il traguardo di Roubaix (16 belgi, 7 francesi ed 1 svizzero).

## Ordine d'arrivo (Top 10)
| Pos. | Corridore         | Squadra       | Tempo     |
| ---- | ----------------- | ------------- | --------- |
| 1    | Henri Pélissier   | JB Louvet     | 12h15'00" |
| 2    | Philippe Thys     | La Sportive   | s.t.      |
| 3    | Honoré Barthélémy | -             | s.t.      |
| 4    | Louis Heusghem    | La Sportive   | a 1'00"   |
| 5    | Alexis Michiels   | La Sportive   | s.t.      |
| 6    | Francis Pélissier | JB Louvet     | a 10'00"  |
| 7    | Jean Rossius      | Alcyon-Dunlop | a 15'00"  |
| 8    | Émile Masson Sr.  | Alcyon-Dunlop | a 15'30"  |
| 9    | Eugène Christophe | -             | a 16'00"  |
| 10   | Alfred Steux      | La Sportive   | a 24'00"  |